# Mistrzostwa Polski w kolarstwie przełajowym 1963
Mistrzostwa Polski w kolarstwie przełajowym 1963 odbyły się w Sochaczewie.

## Wyniki
- Adam Gruszka (AZS Siedlce)[1]
- Grzegorz Wiśniewski (Arkonia Szczecin)
- Janusz Janiak (LZS Ostrów Wielkopolski)